# Paul Petersilie
Paul Petersilie (* 15. Januar 1897 in Langensalza; † 31. Januar 1968 in Köln) war ein deutscher Mediziner und Ärztefunktionär.

## Leben
Petersilie studierte an der Universität Jena Medizin. 1917 wurde er im Corps Thuringia Jena recipiert. 1920 wurde er in Jena zum Dr. med. promoviert. Er erhielt im selben Jahr die ärztliche Approbation und arbeitete danach als Praktischer Arzt. Am 23. Juni 1937 beantragte er die Aufnahme in die NSDAP und wurde rückwirkend zum 1. Mai desselben Jahres aufgenommen (Mitgliedsnummer 4.575.946). Darüber hinaus war er förderndes Mitglied der SS, SA-Mitglied sowie seit 1939 Mitglied des NS-Ärztebundes. In der Zeit des Nationalsozialismus war er Geschäftsführer der Kassenärztlichen Vereinigung Deutschlands (KVD), zuständig für Fragen der ärztlichen Honorarverteilung. In dieser Funktion war er nach 1945 auch in der Nachfolgeorganisation der KVD, der Kassenärztlichen Bundesvereinigung tätig.

## Ehrungen
- Paracelsus-Medaille (1964)